# Боговинське озеро
Богови́нське озеро (Бело-Езеро, Богонское; мак. Боговинско Езеро, Богоњско, Бело Езеро) — гірське озеро льодовикового походження в горах Рудока-Планина (частина гірського масиву Шар-Планіна). Розташоване на території села Ново-Село, в західній частині громади Боговинє, що в північно-заходній частині Північної Македонії.

## Характеристики
Озеро має видовжену форму, перебуваючи між гірськими піками Бориславець і Мала Смрека на висоті 1936 метрів над рівнем моря. Довжина озера — 245 метрів, а ширина — 210 метрів. Найбільша глибина — 2,2 метри. Площа озера становить 66 880 м² (найбільша в горах Шар-Планина). 

У Боговинське озеро впадає кілька водотоків, і з східної сторони витікає річка Боговинська (Єзерська), яка впадає в річку Вардар біля села Радіовце (Радійовце). 

## Галерея

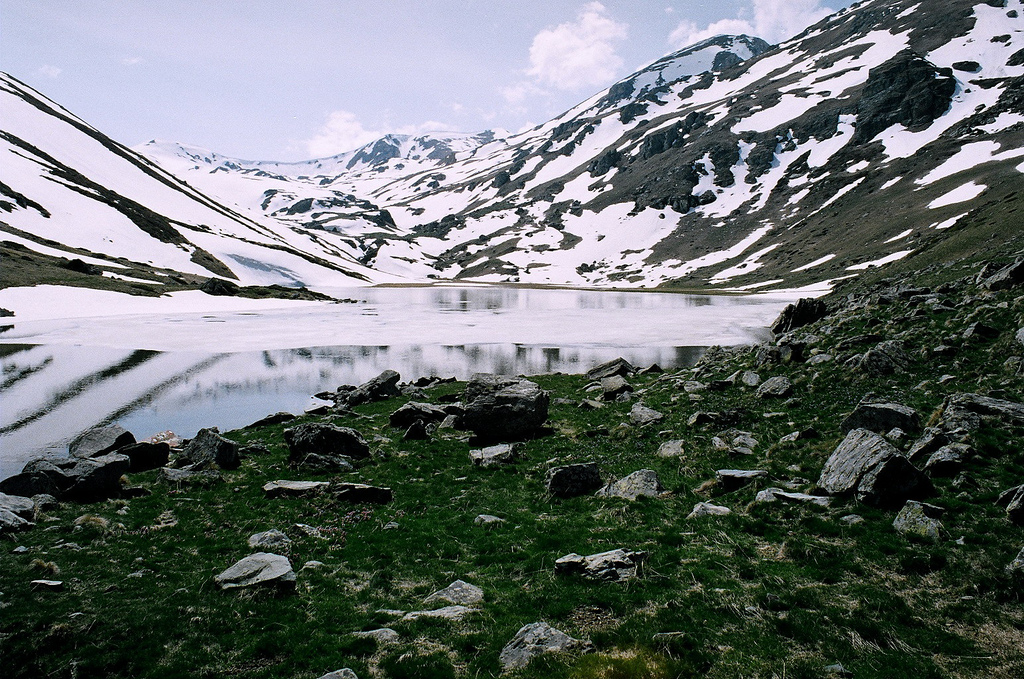
Боговинське озеро взимку
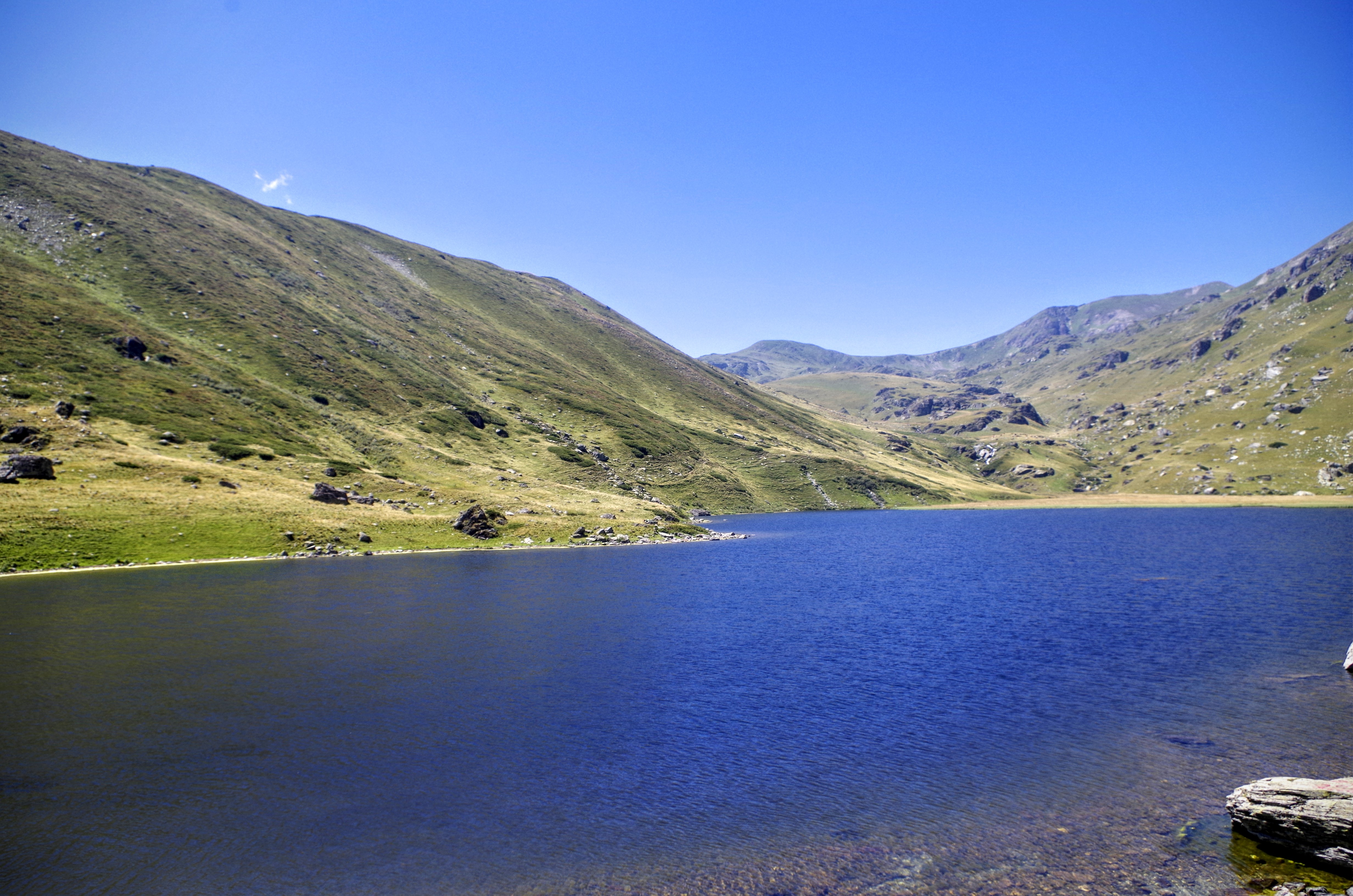
Вода озера
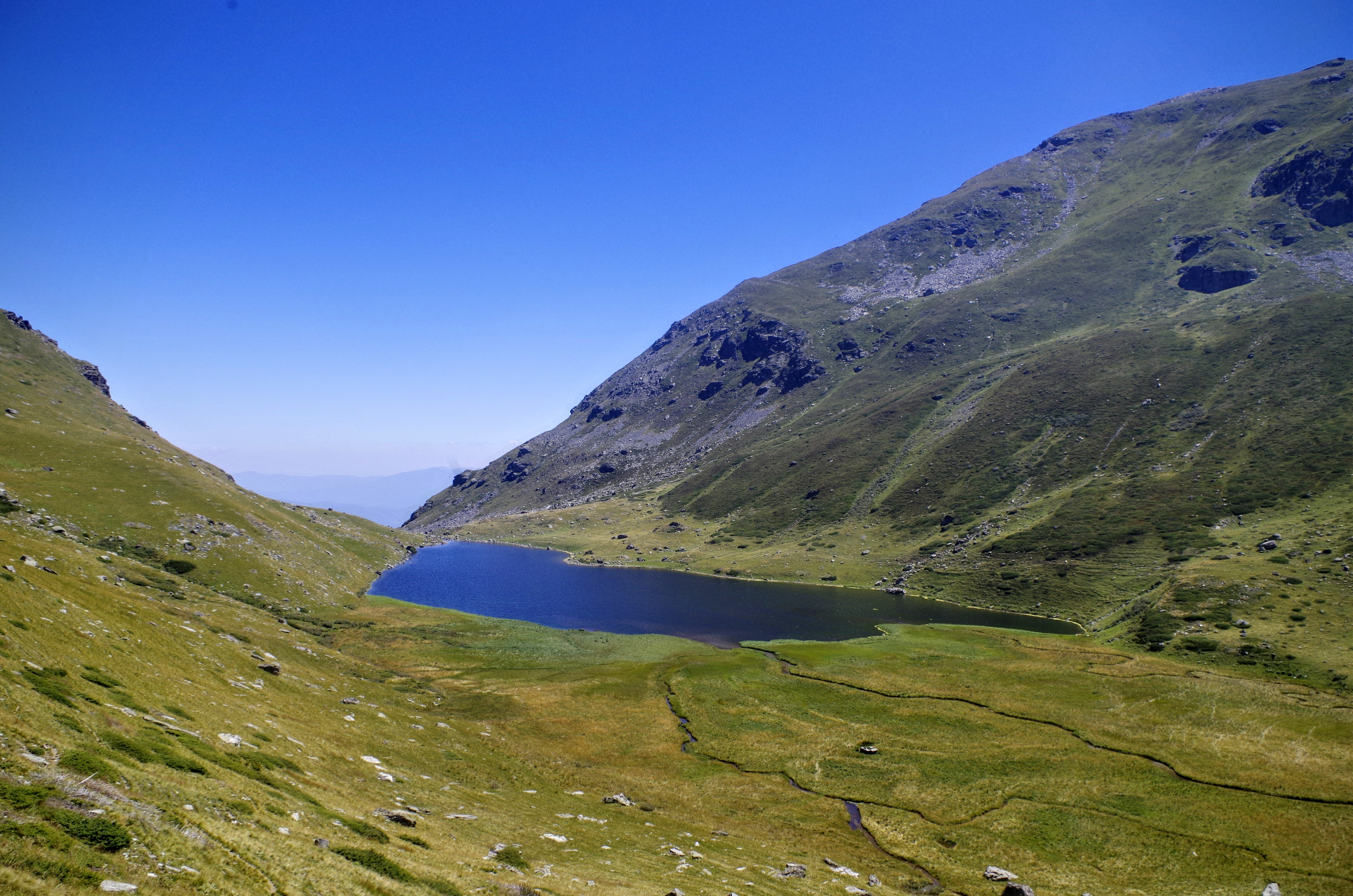
Вид на Боговинське озеро зі західної сторони
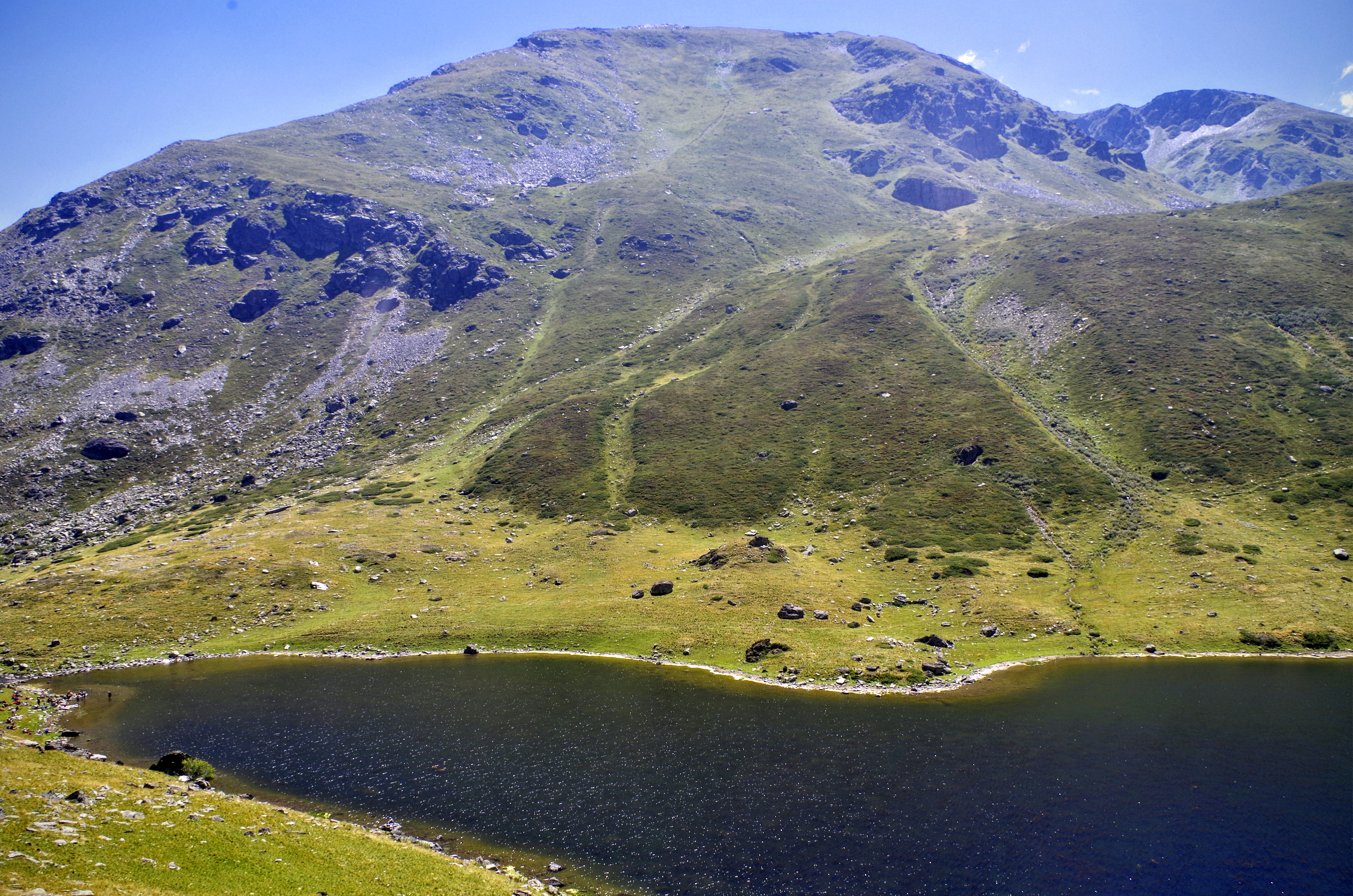
Вид на східний берег озера
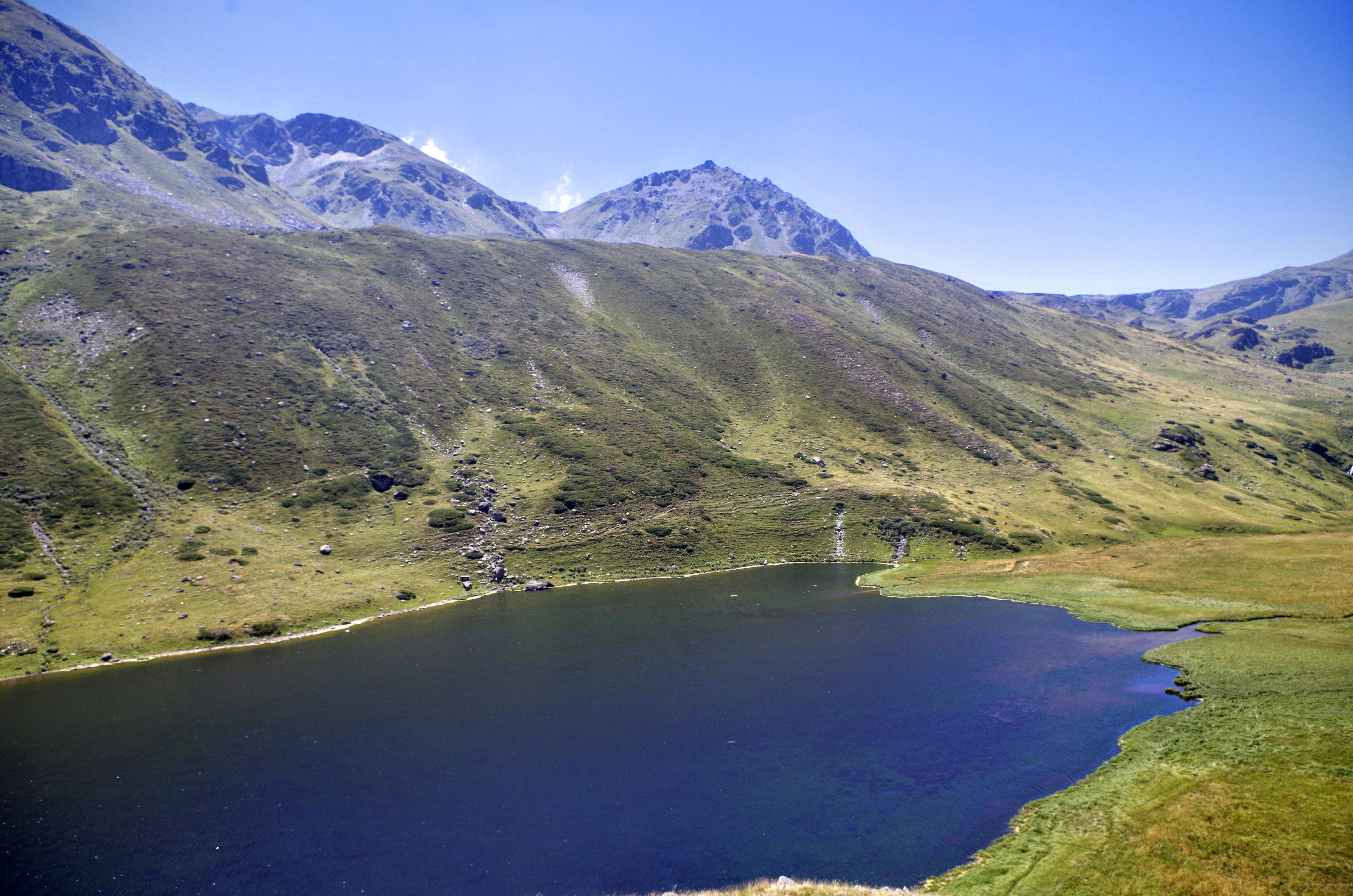
Вид на західний берег озера
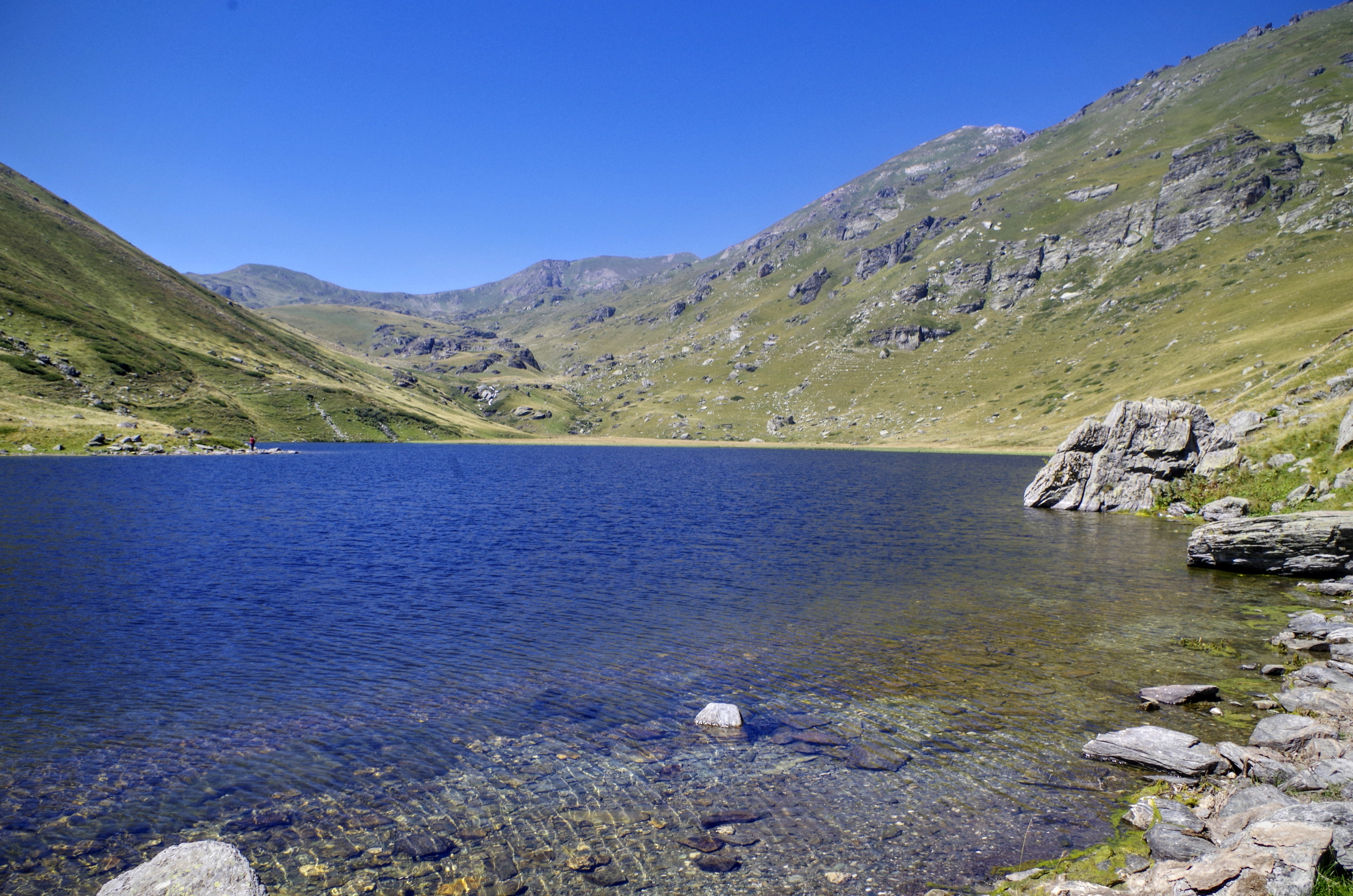
Вхід в озеро
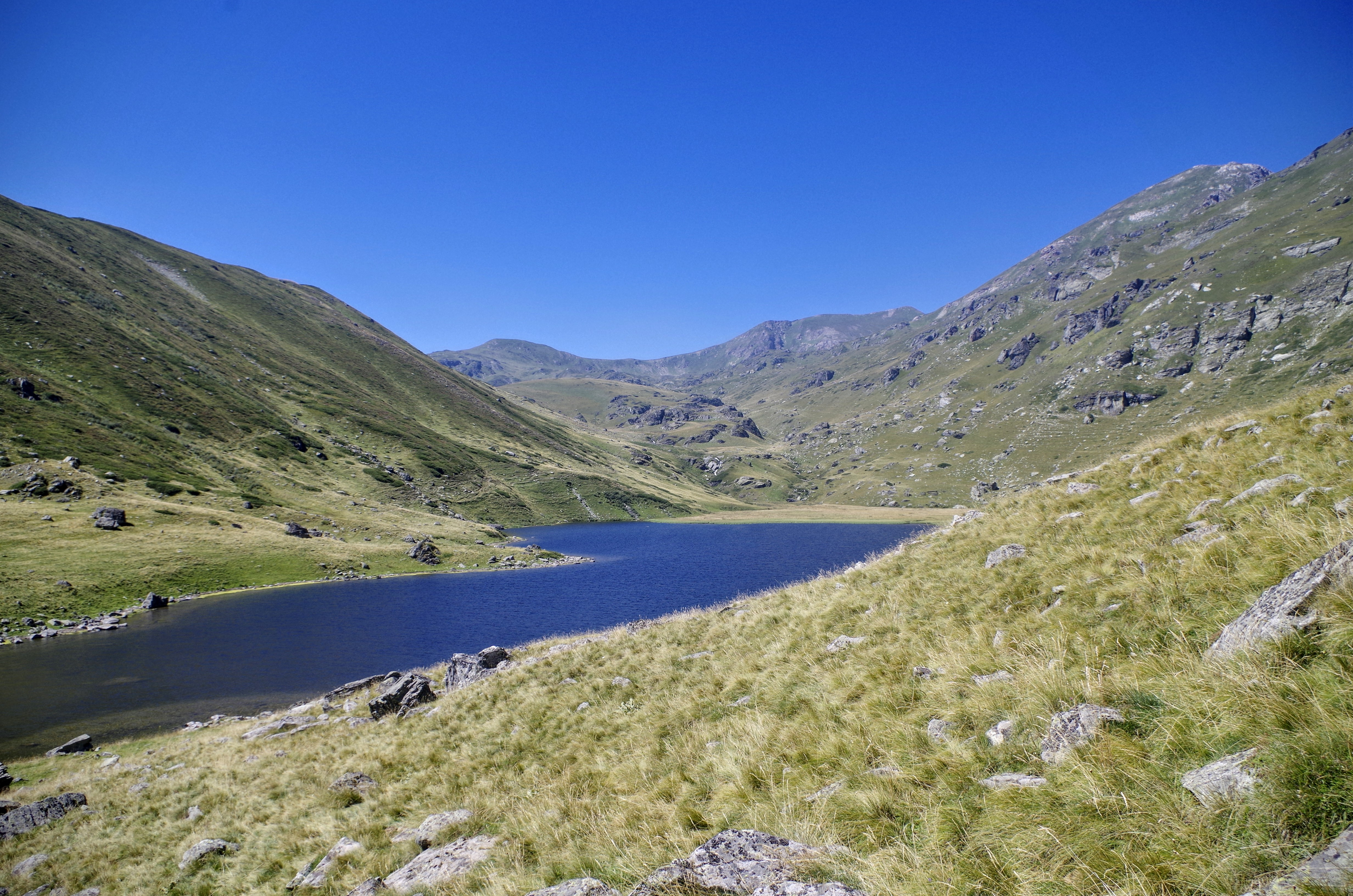
Вид на озеро з боку північного сходу